# Zdzisław Michalski (lekarz)
Zdzisław Ambroży Michalski (ur. 7 grudnia 1892 w Warszawie, zm. 26 stycznia 1960 tamże) – polski lekarz, dowborczyk.

## Życiorys
Urodził się dnia 7 grudnia 1892 w Warszawie w rodzinie Bolesława i Kazimiery z d. Jurczyńskiej. W rodzinnym mieście ukończył szkoły podstawowe jak i prywatne gimnazjum. Maturę zdawał w Petersburgu, aby zgodnie z obowiązującymi przepisami mieć możliwość studiowania. Wybrał uczelnie w Dorpacie o kierunku lekarskim.
Powołany został do Armii Carskiej po wybuchu I wojny światowej, gdzie pełnił funkcję podlekarza. Ukończył kurs w odeskiej Szkole Oficerów Piechoty i dostał przydział do Brygady Strzelców Polskich. Brał udział w wojnie polsko-bolszewickiej jako lekarz i wraz z armią generała Andersa uczestniczył w walkach o Wilno.
W wolnej Polsce został asystentem na Uniwersytecie Warszawskim i w 1923 dostał delegację na roczne stypendium Fundacji Rockefellera do Paryża oraz Anglii. Po powrocie wygrał konkurs na stanowisko naczelnego lekarza sanatorium miejskiego w Otwocku. W 1930 objął oddział wewnętrzny szpitala Przemienienia Pańskiego na warszawskiej Pradze.
W 1937, pracując jako docent na Uniwersytecie Józefa Piłsudskiego, był pośrednikiem w kontaktach między rządowym Obozem Zjednoczenia Narodowego a dwoma rywalizującymi ze sobą nielegalnymi polskimi ugrupowaniami faszystowskimi: Falangą i Obozem Narodowo-Radykalnym ABC.
Tuż przed wybuchem II wojny światowej został dyrektorem Szpitala Przemienienia Pańskiego. W nocy z 7 na 8 września, po kolejnym bombardowaniu budynków szpitala, zarządził ewakuację do budynków przy ul. Sierakowskiego.
Szpital pod dyrekcją Zdzisława Michalskiego usytuowany został w VI Obwodzie Warszawskiego Okręgu Armii Krajowej. Tutaj trafili dwaj ranni żołnierze AK uczestnicy zamachu na Franza Kutscherę. Również w Szpitalu Przemienienia w czasie okupacji działało tajne nauczanie studentów "Szkoły Zaorskiego". Po wybuchu powstania warszawskiego Michalski wraz z personelem pozostał w szpitalu i ponownie dokonał ewakuacji, na ulicę Boremlowską 6/12. Od września 1944 mieścił się tu Wydział Lekarski Uniwersytetu Warszawskiego zwany "Akademią Boremlowską".
W 1948 Zdzisław Michalski został aresztowany przez UB za przygotowanie ulotki wzywającej narody Rosji Sowieckiej do buntu przeciwko reżimowi stalinowskiemu. Został skazany na 7 lat więzienia, utratę praw publicznych i obywatelskich na 3 lata i przepadek mienia na rzecz Skarbu Państwa.
Z powodu choroby na gruźlicę oraz dzięki wstawiennictwa wysokiego urzędnika, męża dawnej pacjentki, wyszedł na wolność po dwóch latach i siedmiu miesiącach a reszta kary została zawieszona.
Zmarł w Warszawie dnia 26 stycznia 1960 i pochowany na cmentarzu Powązkowskim w Warszawie (kwatera 30 wprost-2-11), w 1990 został rehabilitowany. Żonaty był z Zofią Amelią Czekierską, z którą miał syna Lesława Wojciecha ps. "Cichy".